# Matilde Ladrón de Guevara
Matilde Eloísa Ladrón de Guevara Calderón de la Barca (18 de agosto de 1910 — 22 de agosto de 2009) foi uma poeta, romancista e feminista chilena.
Guevara foi candidata ao Premio Nacinal de Literatura em 2006 e também fundadora do Partido Feminino nos anos 40.
Em 2009, recebeu o Premio a la Trayectoria da Sociedad de Escritores Latinoamericanos y Europeos.

## Obras de destaque
- 1948 - Amarras de Luz
- 1953 - Mi patria fue su música
- 1962 - Adiós al cañaveral
- 1966 - Madre solter

## Prêmios
- 1960 - Juegos florales Gabriela Mistral[2]
- 1981 - Jorge Luis Borges[1]
- 1997 - Trayectoria Literaria[1]
- 2002 - Homenaje a la trayectoria[1]
- 2009 - Premio a la Trayectoria" de la Sociedad de Escritores Latinoamericanos y Europeos[1]

## Morte
Matilde Guevara morreu de câncer, no Hospital Militar, aos 99 anos.